# NHKブックス

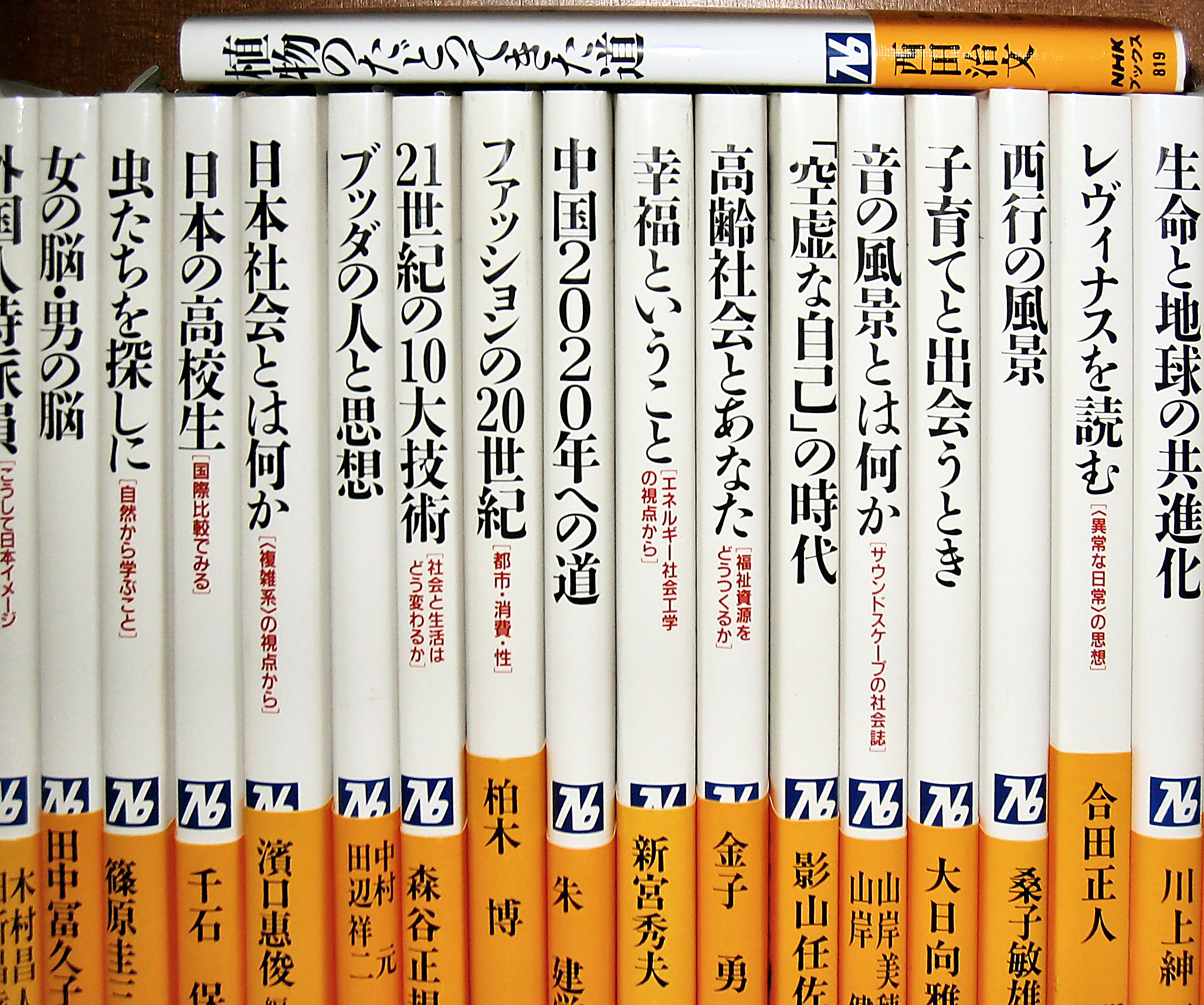
NHKブックスの背表紙

NHKブックス（英: NHK BOOKS、Nb）は、NHK出版が発行する教養選書シリーズ。1964年創刊。2014年時点で1200点を超えた。B6判、ソフトカバー。

## 概要
1964年（昭和39年）1月1日創刊。第1号の刊行は、坂本藤良『経営学への招待』。
「人間とその社会や文化、歴史や自然などを、時代の感覚をもってとらえ直す」ということが、創刊時から一貫したコンセプトである。
キャッチコピーは、「広まる視野 深まる知識」「時代の半歩先を読む」など、度々変わっている。各分野の研究者や著名人による知見・知識が多く提供されている。創刊以来、出版賞を受賞した作品も多い。
装丁は、創刊時は栃折久美子、1989年・創刊25周年から倉田明典、2014年（平成26年）4月・創刊50周年から水戸部功。

## 主な受賞歴
- 1965年:望月信成・佐和隆研・梅原猛『仏像-心とかたち』、牧野純夫『ドルの歴史』が1965年度毎日出版文化賞を受賞。
- 1970年:宮脇昭『植物と人間』が1970年度毎日出版文化賞を受賞。
- 1973年:西川幸治『都市の思想－保存修景への指標』が1973年度毎日出版文化賞を受賞。
- 1974年:藤岡喜愛『イメージと人間－精神人類学の視野』が1974年度毎日出版文化賞を受賞。
- 1976年:堀米庸三『西欧精神の探究―革新の十二世紀』が1976年度毎日出版文化賞を受賞。
- 1976年:谷泰『牧夫フランチェスコの一日―イタリア中部山村生活誌』が第3回日本ノンフィクション賞を受賞。
- 1977年:森下郁子『川の健康診断-清冽な流れを求めて』が1977年度毎日出版文化賞を受賞。
- 1977年:関敬吾『日本の昔話－比較研究序説』が第16回柳田賞を受賞。
- 1978年:土橋寛『万葉開眼（上・下）』が1978年度毎日出版文化賞を受賞。
- 1980年:小木新造『東亰時代－江戸と東京の間で』が1980年度毎日出版文化賞を受賞。
- 1981年:大村幸弘『鉄を生みだした帝国』が第2回講談社ノンフィクション賞を受賞。[2]
- 1982年:岡田恵美子『イラン人の心』が第30回日本エッセイスト・クラブ賞を受賞。[3]
- 1987年:堀尾真紀子『画家たちの原風景』が第35回日本エッセイスト・クラブ賞を受賞。[3]
- 2000年:小林頼子『フェルメールの世界ー17世紀オランダ風俗画家の軌跡』が、『フェルメール論 ー神話解体の試み（八坂書房）とあわせ第10回吉田秀和賞を受賞。[4]
- 2001年:齋藤孝『身体感覚を取り戻す－腰・ハラ文化の再生』が第14回新潮学芸賞を受賞。
- 2003年:村山裕三『経済安全保障を考える－海洋国家日本の選択』が2003年国際安全保障学会優秀出版奨励賞を受賞。[5]
- 2004年: 大村幸弘『アナトリア発掘記　カマン・カレホユック遺跡の20年』が第2回パピルス賞を受賞。[6]
- 2010年:柴田一成『太陽の科学-磁場から宇宙の謎に迫る』が2010年講談社科学出版賞を受賞。[7]
- 2012年:坂井修一『ITが守る、ITを守る－天災・人災と情報技術』が第21回大川出版賞を受賞。[8]
- 2012年:兵藤裕己『＜声＞の国民国家・日本』が第10回やまなし文学賞研究・評論部門賞を受賞。
- 2013年:中野敏男『詩歌と戦争　白秋と民衆，総力戦への「道」』が第13回日本詩人クラブ詩界賞を受賞。[9]
- 2015年:横山智『納豆の起源』が第5回地域研究コンソーシアム賞研究作品賞を受賞。[10]なお、同書は2016年日本地理学会学会賞著作発信部門も受賞。[11]
- 2016年:武井弘一『江戸日本の転換点－水田の激増は何をもたらしたか』が第4回河合隼雄学芸賞を受賞。[12]
- 2019年:鈴木宏子『「古今和歌集」の創造力』が第7回古代歴史文化賞大賞を受賞。[13]